# Nikon (Fomin)
Nikon (světským jménem: Nikolaj Gennaděvič Fomin; * 7. ledna 1963 Kanaděj) je ruský duchovní Ruské pravoslavné církve, arcibiskup a metropolita astrachaňský a kamyzjakský.

## Život
Narodil se 7. ledna 1963 v sídle Kanaděj Uljanovské oblasti.
V letech 1967–1979 prožil v sídle Majorovskij Kujbyševské oblasti, kde dokončil střední školu. Poté studoval na zemědělské technické škole v Bědnodemjanovsku. V letech 1982–1984 sloužil v řadách Sovětské armády.
Dne 11. září 1985 byl biskupem ivanovským a kiněšemským Amvrosijem (Šcurovem) rukopoložen na diákona.
Dne 20. října 1985 byl postřižen na monacha a přijal mnišské jméno Nikon na počest svatého Nikona Radoněžského.
Byl diákonem v katedrálním chrámu Proměnění Páně v Ivanovu.
Na podzim roku 1990 se stal ekonomem Nikolo-Šartomského monastýru.
Dne 18. října 1990 byl rukopoložen na jeromonacha.
Dne 1. února 1991 byl jmenován představeným Nikolo-Šartomského monastýru. Na Velikonoce stejného roku mu bylo uděleno právo nosit zlatý náprsní kříž.
Roku 1992 byl povýšen na archimandritu.
Roku 1998 dokončil Samarský duchovní seminář a roku 1999 Šujskou státní pedagogickou univerzitu, kde studoval religionistiku.
Dne 7. června 2012 jej Svatý synod zvolil biskupem šujským a tějkovským.
Dne 15. června 2012 byl oficiálně jmenován biskupem a 1. července proběhla v chrámu Svaté Trojice v Brjansku jeho biskupská chirotonie. Světiteli byli patriarcha moskevský Kirill, metropolita volokolamský Ilarion (Alfejev), arcibiskup kurský a rylský German (Moralin), arcibiskup černihivský a novhorod-siverský Amvrosij (Polikopa), biskup ivanovo-vozněsenský a vičugský Iosif (Makedonov), biskup brjanský a sevský Alexandr (Agrikov), biskup homelský a žlobinský Stefan (Neščeret), biskup solněčnogorský Sergij (Čašin), biskup smolenský a vjazemský Panteleimon (Šatov), biskup rybinský a ugličský Veniamin (Lichomanov), biskup karagandský a šachtinský Sevastian (Osokin), biskup petropavlovský a kamčatský Artemij (Snigur), biskup salechardský a novo-urengojský Nikolaj (Čašin), biskup arseňevský a dalněgorský Gurij (Fjodorov), biskup iskitimský a čerepanovský Luka (Volčkov) a biskup karasukský a ordynský Filipp (Novikov).
Dne 4. října 2012 byl potvrzen ve funkci archimandrity Nikolo-Šartomského monastýru.
Dne 15. července 2016 byl ustanoven metropolitou astrachaňským a kamyzjakským, hlavou astrachaňské metropole. Dne 18. července byl povýšen na metropolitu.